# Mardezh-Ava Dorsa
I Mardezh-Ava Dorsa sono una struttura geologica della superficie di Venere.